# 巽昌章
巽 昌章（たつみ まさあき、1957年4月5日 - ）は、ミステリー批評家、弁護士（大阪弁護士会所属、登録番号：21271）、関西学院大学大学院司法研究科教授。
三重県上野市出身。京都大学法学部卒業。京都大学推理小説研究会OB。
2006年に刊行した初の評論集、『論理の蜘蛛の巣の中で』（講談社刊）で、2007年、第60回日本推理作家協会賞評論その他の部門と第7回本格ミステリ大賞評論・研究部門を受賞した。
探偵小説研究会会員であり、1994年から2003年まで「創元推理評論賞」選考委員を務める。

## 著作
評論
- 論理の蜘蛛の巣の中で - 講談社、2006年 ISBN 978-4062135214 - ミステリを専門とする文芸雑誌「メフィスト」に連載していた評論を一冊にまとめたもの

小説
- 森の奥の祝祭 - 『メフィスト』（講談社）2008年1月号、5月号、9月号、2009年1月号（全4回）
- 埋もれた悪意 - 『小説現代臨時増刊 ミステリー&伝奇特集号』（講談社、1990年10月）、『有栖川有栖の本格ミステリ・ライブラリー』（角川文庫、2001年8月）
- 夜の顔 - 『創元推理』7（東京創元社、1994年12月）、『推理小説代表作選集 1995』（日本推理作家協会編、講談社、1995年6月）
- 閉ざされた庭 - 『創元推理』11（東京創元社、1995年12月）
- 吹雪の山荘 赤い死の影の下に（創元クライム・クラブ、東京創元社、2008年1月） - 笠井潔、岩崎正吾、北村薫、若竹七海、法月綸太郎、巽昌章（執筆順）によるリレー小説。 
  - 【改題】吹雪の山荘（創元推理文庫、2014年11月）
- ベスト本格ミステリ 2012（講談社ノベルス、2012年6月）「東西「覗き」くらべ」収録
  - 【改題】探偵の殺される夜 本格短編ベスト・セレクション（講談社文庫、2016年1月）